# ソフロシネ (小惑星)
ソフロシネ (134 Sophrosyne) は、小惑星帯に位置する大きな小惑星の一つ。表面は暗く、主に炭素でできていると推測される。1873年9月27日にドイツの天文学者、ロベルト・ルターにより発見され、プラトン・アリストテレス等のギリシア哲学で「節制」を意味するギリシア語「ソープロシュネー」（希: σωφροσύνη, sōphrosynē）から命名された。